# Роберто Манці
Роберто Манці (італ. Roberto Manzi, нар. 21 березня 1959, Ріміні, Італія) — італійський фехтувальник на шпагах, бронзовий призер Олімпійських ігор 1984 року.

## Виступи на Олімпіадах
| Олімпіада         | Дисципліна     | Місце |
| ----------------- | -------------- | ----- |
| Лос-Анджелес 1984 | командна шпага | 3     |